# Jakob von Uexküll
Jakob Johann von Uexküll (født 8. september 1864, død 25. juli 1944) var en estisk-født tysk biolog som arbejdede med muskel-fysiologi, dyreadfærdsstudier og biologisk kybernetik. Hans mest kendte bidrag til videnskaben er hans begreb umwelt, som senere brugtes af semiotikeren Thomas Sebeok og kom til at lægge grunden for biosemiotiken som forskningsfelt. Uexküll etablerede i 1926 Institut for Umweltforschung ved Hamburgs Universitet.
Von Uexküll's tilgang til biologi bestod i at søge at forstå organismers adfærd som resultater af den måde de opfatter deres omverden på. Organismen og den omverden den har adgang til igennem sit sanseapparat udgør en enhed som Uexküll kaldte "Umwelt" (omverden). Når en organisme modtager information via sansesapparatet omkoder den denne information til et element i sin umwelt, og tildeler dermed elementet en betydning som motiverer et eller flere mulige reaktionsmønstre. For eksempel opfatter en skovflåt som hverken har øjne eller ører sin umwelt igennem kun tre forskellige slags tegn: (1) Duften af smørsyre som udskilles af alle pattedyrs talgkirtler (2) Temperaturen 37 grader celsius (temperaturen på alle pattedyrs blod), (3) forskellige pattedyrs hårtyper. Når flåten siddende på et græsstrå opfatter et af disse tegn lader den sig falde for at lande på et pattedyr hvis blod er dens fødekilde. For at forstå en hvilken som helst organisme må en umweltforsker derfor forstå hvordan organismen opfatter og interagerer med sin specifikke umwelt – hvilke typer information den modtager og reagerer på. For Von Uexküll er det derfor vigtigt at opfatte en biologisk organisme som et subjekt der modtager og fortolker information – ikke bare som en maskine der kan beskrives som summen a sine bestanddele. 

## Udgivelser
- Jakob von Uexküll, "A Stroll Through the Worlds of Animals and Men: A Picture Book of Invisible Worlds," (original: Streifzüge durch die Umwelten von Tieren und Menschen )Instinctive Behavior: The Development of a Modern Concept, ed. and trans. Claire H. Schiller (New York: International Universities Press, Inc., 1957), pp. 5–80.
- Jakob von Uexküll, A Foray into the Worlds of Animals and Humans. with A Theory of Meaning. Translated by Joseph D. O'Neil Introduction by Dorion Sagan (2011).
- Jakob von Uexküll, Theoretical Biology (New York: Harcourt, Brace & Co., 1926)
- Uexküll, Jakob von. 1950. Das allmächtige Leben. Hamburg: Christian Wegner Verlag.
- Uexküll, Jakob von. 1980. Kompositionslehre der Natur: Biologie als undogmatische Naturwissenschaft. (Uexküll, Thure von, ed.) Frankfurt am Main: Ullstein.
- Uexküll, Jakob von; Uexküll, Thure von 1947. Der Sinn des Lebens. Godesberg: H.Küpper.
- Uexküll, Jakob von; Uexküll, Thure von 2004 [1943]. The eternal question: Biological variations on a Platonic dialogue. (Vögel, Edgar, trans.) Sign Systems Studies 32(1/2): 329–362.